# Закарпатська вулиця (Київ)
Закарпа́тська ву́лиця — вулиця в Голосіївському районі міста Києва, селище Мишоловка. Пролягає від вулиці Квітки-Основ'яненка до Ягідної вулиці.
Прилучаються вулиці Салавата Юлаєва, Хортицька та Оксани Петрусенко.

## Історія
Виникла в середині XX століття під назвою (2-а) Голосіївська вулиця. Сучасна назва — з 1955 року. Зараз існує інша Голосіївська вулиця в місцевості Деміївка.